# Ruta Nacional 120 (Argentina)
La Ruta Nacional 120 es una carretera asfaltada argentina, que se encuentra en el noreste de la provincia de Corrientes. Se extiende desde el empalme con la Ruta Nacional 14 a 9 km al norte de Gobernador Virasoro, hasta el empalme con la Ruta Nacional 12 a 31 km al este de Ituzaingó, con un recorrido de 58 km totalmente asfaltados.
Antiguamente la denominación de este camino era la Ruta Provincial 38 y pasó a jurisdicción nacional mediante convenio suscripto por la Dirección Nacional de Vialidad y Vialidad Provincial, ratificado por Ley 5.152 de la Provincia de Corrientes publicada en el Boletín Oficial el 3 de abril de 1997.

## Ciudades
Las ciudades de más de 5000 habitantes por las que pasa esta ruta de sudeste a noroeste son:

### Provincia de Corrientes
Recorrido: 58 km (kilómetro 0 a 58).
- Departamento Santo Tomé: No hay localidades de más de 5000 habitantes.
- Departamento Ituzaingó: No hay localidades de más de 5000 habitantes.

## Traza antigua
Antiguamente había otra ruta con este número al oeste de la provincia de Corrientes. Con 45 km asfaltados, se extendía desde la ciudad de Goya, hacia el este. Actualmente este camino pertenece a la Ruta Nacional 12. Este recorrido se encuentra en verde en el mapa adjunto.